# アメリカ書籍業協会対ハドナット裁判
アメリカ書籍業協会対ハドナット裁判（アメリカしょせきぎょうきょうかいたいハドナットさいばん、American Booksellers Ass'n, Inc. v. Hudnut）は、1986年にアメリカ合衆国連邦裁判所がインディアナポリスのポルノグラフィ規制法は表現の自由を保障する合衆国憲法修正第1条に反しており違憲無効であると判決した裁判。

## 概要
インディアナポリスは「ポルノグラフィ」を女性に対する差別行為と定義する条例を制定した。 この条例における「ポルノグラフィ」とは「描写的または言語的に女性が性的に明らかに従属している図像」とされた。インディアナポリスのポルノグラフィ規制法を最初に却下したのは、連邦地方裁判所の裁判官だった。その後、第7巡回区控訴裁判所で控訴審が行われた結果、フランク・イースターブルック判事は、条例の定義と「ポルノグラフィ」の禁止は違憲であると判決した。合衆国最高裁判所もこの判決を支持した。